# Polioptila plumbea
La perlita tropical (en Perú) (Polioptila plumbea), también denominada perlita gris, curruca tropical (en Colombia) o chirito de chaparrales (en Venezuela), es una especie de ave paseriforme de la familia Polioptilidae perteneciente al género Polioptila; el grupo de subespecies agrupado en la perlita cejiancha (Polioptila bilineata) fue separado de la presente en 2021, y algunos autores sostienen que la perlita del Marañón (P. plumbea maior) también es una especie separada. Es nativa del norte, noroeste y este de América del Sur. 

## Distribución y hábitat
Las varias subespecies se distribuyen desde el norte y este de Colombia, hacia el este por Venezuela, Guyana, Surinam y Guayana Francesa, hacia el sur a oriente de los Andes por el este de Ecuador hasta el este de Perú, en Brasil, en el norte de la cuenca amazónica, y en el este hacia el sur hasta Minas Gerais. La perlita del Marañón se limita al valle del río Marañón al norte de Perú.
Esta especie, ampliamente diseminada, es generalmente común en una variedad de hábitats naturales, que van desde el dosel de selvas húmedas hasta matorrales áridos de la caatinga, principalmente por debajo de los 1500 m de altitud. El taxón maior, que está confinado a los matorrales y arboledas secas, se encuentra a altitudes entre los 200 y 2700 m.
En la selva húmeda densa se encuentra generalmente en la altura del dosel, aunque es corriente verlo en niveles más bajos en hábitats más abiertos.

## Descripción

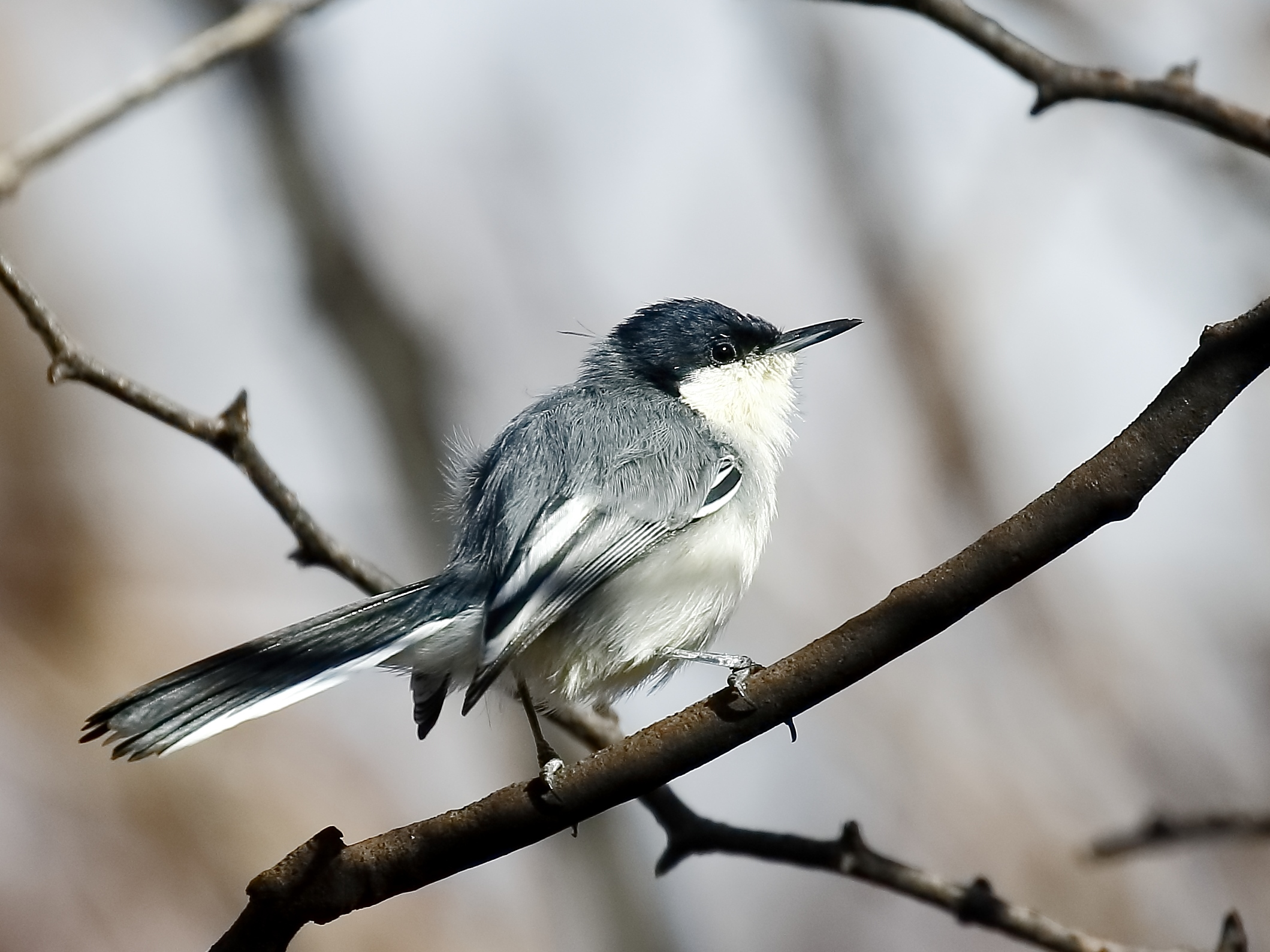
Polioptila plumbea atricapilla en Juazeiro, Bahía, Brasil.

Las perlitas tropicales adultas miden entre 10 a 12 cm de longitud, y pesan entre 6 a 8 g. Su apariencia es similar a otros congéneres: es un pájaro pequeño con el pico relativamente largo y estrecho, su cola es larga y a menudo la mantiene levantada; sus partes superiores son grises y las inferiores son blanquecinas. Las plumas réctrices centrales son negras, mientras que las exteriores son blancas, por lo su cola se ve negra por encima y blanca por debajo, y también tiene franjas blancas en el ala (debido a las terminaciones blancas de las plumas terciarias. Los machos de la subespecie nominal tienen el píleo negro llegando hasta los ojos, pero esta corona negra no la tienen las hembras cuyo píleo es del mismo color gris que la espalda. Algunas hembras tienen manchas negras irregulares tras los ojos. Esta marca es especialmente prominente en las hembras de la subespecie atricapilla del noreste de Brasil.
La subespecie  P. plumbea maior (denominada perlita del Marañón) es inconfundible. Los machos se parecen a los machos de la subespecie nominal pero con una frente blanca, las hembras se parecen a los machos de P. bilineata. Los juveniles de todos los grupos se parecen a sus respectivas hembras.

## Comportamiento
Se desplazan en solitario o en parejas, y a menudo se unen a bandadas mixtas de alimentación con los tángaras, reinitas y los mieleros.

### Alimentación
Atrapa arañas y sus huevos, escarabajos, orugas y otros insectos de las ramas exteriores y entre las hojas.

### Reproducción
Construyen sus nidos con fibras vegetales en forma de pequeños cuencos como los de los colibríes. Los sitúan en las ramas de los árboles a alturas entre dos y ocho metros. La hembra incuba dos o tres huevos de color blanco con motas pardas entre mayo y junio. 
Es un pájaro curioso que no se asusta de los humanos. Sus nidos son depredados a menudo por pequeños depredadores mamíferos como el omnívoro tití común (Callithrix jacchus) que saquea los nidos de la perlita tropical durante la estación seca cuando escasean los frutos.

### Vocalización
La llamada de la perlita tropical es un «gizzz» y un trino es un «swii sii sii si si si su su» rápido. Aunque la estructura exacta y el tono de cada canto varía mucho a lo ancho de su área de distribución.

## Sistemática

### Descripción original
La especie P. plumbea fue descrita por primera vez por el naturalista alemán Johann Friedrich Gmelin en 1788 bajo el nombre científico Todus plumbeus; su localidad tipo es: «Surinam».

### Etimología
El nombre genérico femenino «Polioptila» es una combinación de las palabras del griego «polios» que significa ‘gris’, y «ptilon» que significa ‘plumaje’; y el nombre de la especie «plumbea» proviene del latín «plumbeus» que significa ‘plomizo’.

### Taxonomía
El grupo de subespecies agrupado como P. plumbea bilineata, de Mesoamérica y del noroeste de Sudamérica, fue tradicionalmente tratado dentro del presente complejo de subespecies hasta el año 2021 en que fue separado como la especie Polioptila bilineata con base en los estudios filogenéticos de Smith et al. (2018) que comprobaron que era hermana de Polioptila albiventris. La separación fue reconocida en la Propuesta 2021-A-7 al Comité de Clasificación de Norte y Mesoamérica (N&MACC).
La subespecie P. plumbea maior ya era considerada como una especie separada, la perlita del Marañón Polioptila maior por autores anteriores, como Ridgely & Tudor; las clasificaciones Aves del Mundo (HBW) y Birdlife International (BLI) así la consideran, con base en diferencias muy significativas de vocalización y también de plumaje. Sin embargo, esto no es todavía adoptado por otras clasificaciones.
El Comité Brasileño de Registros Ornitológicos (CBRO), en la Lista comentada das aves do Brasil – segunda edição (2021) trata a todas las subespecies presentes en el territorio brasileño como especies separadas de la presente: Polioptila innonata, P. parvirostris y P. atricapilla con base en los resultados de los estudios filogenéticos de Smith et al. (2018) y Moura et al. (2018).

### Subespecies
Según las clasificaciones del Congreso Ornitológico Internacional (IOC) y Clements Checklist/eBird v.2021 se reconocen siete subespecies, con su correspondiente distribución geográfica:
- Polioptila plumbea maior Hellmayr, 1900 – centro norte de Perú (alto valle del Marañón, desde Piura hasta el noroeste de Huánuco)

- Grupo politípico anteocularis/plumbiceps:
  - Polioptila plumbea anteocularis Hellmayr, 1900 – norte de Colombia, alto valle del Magdalena.
  - Polioptila plumbea plumbiceps Lawrence, 1865 – pendiente oriental de los Andes del norte de Colombia al norte de Venezuela; isla Margarita.

- Polioptila plumbea innotata Hellmayr, 1901 – extremo este de Colombia hasta el sur de Venezuela y extremo norte de Brasil.
- Polioptila plumbea plumbea (Gmelin), 1788 – Las Guayanas y noreste de Brasil (desde el rio Tapajós hasta el norte de Maranhão).
- Polioptila plumbea parvirostris Sharpe, 1885 – este tropical de Perú (alto río Amazonas, río Huallaga y río Marañón).
- Polioptila plumbea atricapilla (Swainson), 1831 – noreste de Brasil (Maranhão hasta Piauí, Ceará, Pernambuco, al sur hasta Minas Gerais).